# Josep Antoni Acebillo i Marín
Josep Antoni Acebillo i Marín   (Osca, 16 d'abril de 1946) és un arquitecte aragonès i historiador de l'art establert a Catalunya. Format a l'Escola Tècnica d'Arquitectura de Barcelona (ETSAB), també és llicenciat en història de l'art (1976).
Entre 1981 i 1987 fou Director del Servei de Projectes Urbans de l'Ajuntament de Barcelona i, entre 1988 i 1994, director tècnic de l'Institut Municipal de Promoció Urbanística (IMPU), organisme encarregat de planificar i coordinar les obres del projecte olímpic Barcelona'92. Acebillo també va participar en el planejament d'altres grans projectes arquitectònics i urbanístics de la ciutat com el Fòrum de les Cultures (2004).
Entre 1994 i 2011 fou conseller delegat i director de Barcelona Regional, S.A. (Agència Metropolitana de Desenvolupament Urbanístic i d'Infrastructures). També ha comissariat diverses exposicions sobre temes urbans (juntament amb Josep Subirós). En l'àmbit de la docència, Acebillo ha estati professor de l'ETSAB i de l'Accademia di Architettura, Università della Svizzera Italiana (Mendrisio, Sussa).